# Alexandrina de Baden
Alexandrina Luísa Amélia Frederica Isabel Sofia de Baden (em alemão: Alexandrine Luise Amalie Friederike Elisabeth Sophie von Baden; Karlsruhe, 6 de dezembro de 1820 — Castelo de Callenberg, 20 de dezembro de 1904) foi a esposa do duque Ernesto II e Duquesa Consorte de Saxe-Coburgo-Gota. Foi a filha mais velha do grão-duque Leopoldo I de Baden e de sua consorte, a princesa Sofia da Suécia.

## Casamento

### Origens
Antes de subir ao trono, o czar Alexandre II da Rússia foi enviado a Baden para pedir a mão de Alexandrina em casamento. A princesa já se considerava sua noiva e deu-se início às negociações para o casamento. Contudo, na viagem de regresso para a Rússia, Alexandre visitou a corte de Darmstadt, onde conheceu a princesa Maria e acabaria por se casar com ela.
A pedido do seu irmão, o príncipe Alberto, o príncipe-herdeiro Ernesto de Saxe-Coburgo-Gota começou a procurar uma noiva adequada à sua posição. Alberto acreditava que uma esposa faria bem ao seu irmão: São correntes que tens de carregar de qualquer das maneiras e de certeza que te vai fazer bem (...). Quanto mais pesadas e apertadas forem, melhor para ti. Os intervenientes de um casal devem estar acorrentados um ao outro, ser inseparáveis e devem viver apenas um para o outro. Seguindo o conselho, mesmo apesar de Alberto ter sido repreendido por aconselhar pessoas mais velhas do que ele, Ernesto começou a procurar.

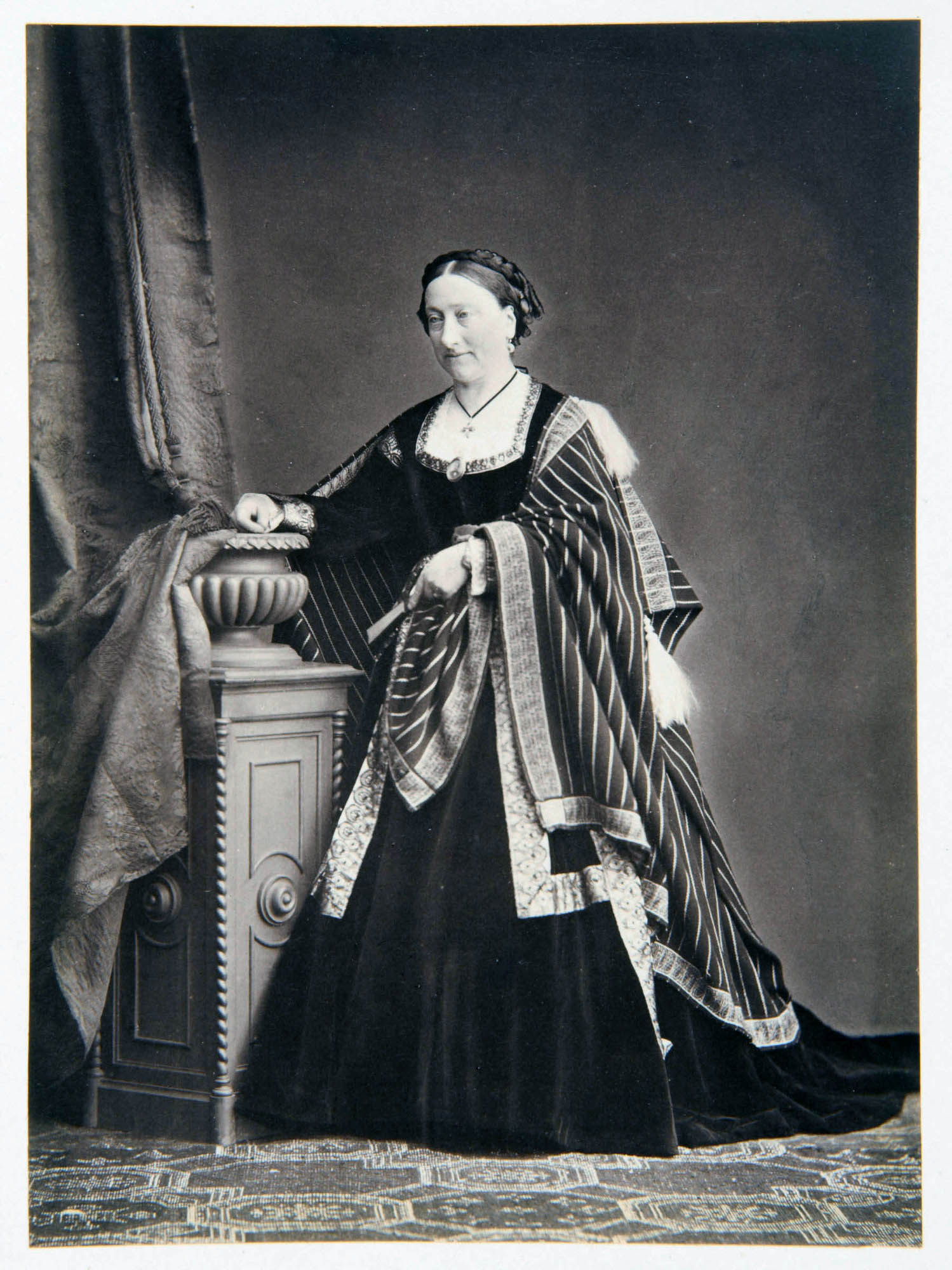
Alexandrina em 1868
Fotografia da Royal Collection

Por volta desta altura, Ernesto sofria de uma doença sexualmente transmissível que tinha contraído entre os vários casos amorosos que tinha, o que fez com que Alberto o aconselhasse a esperar até estar completamente curado antes de casar. Também o avisou de que a sua promiscuidade o poderia levar a ser infértil. Então, Ernesto decidiu esperar mais alguns anos antes de casar.
A 13 de maio de 1842, Alexandrina casou com Ernesto em Karlsruhe. Para irritação do seu irmão Alberto e da sua cunhada Vitória, o casamento não conseguiu fazer com que Ernesto "assentasse". Alexandrina aceitava todos os defeitos do marido com a boa-disposição que conseguia manter. A princesa era completamente devota ao marido, algo que as pessoas de fora não conseguiam compreender.